# Selección de rugby de Marruecos
El seleccionado de rugby de Marruecos es el equipo representativo de la Fédération Royale Marocaine de Rugby (FRMR).

## Uniforme
El uniforme principal del seleccionado marroquí es camiseta roja con vivos verdes, iguales colores de su bandera. El short y las medias pueden ser de cualquiera de los dos colores mencionados.

## Historia
El seleccionado marroquí jugó sus dos primeros partidos en 1931 frente a España venciendo uno y empatando el otro, desde ahí continuó enfrentando numerosas veces a ese país y a otras selecciones europeas.
Comenzó en 1967 a disputar los torneos FIRA Nations Cup que organizaba la antigua FIRA hasta su última edición en 1997. Incluso en el 2000 compitió en el primera temporada de la European Nations Cup ubicándose en la 3.ª posición detrás de Rumania y Georgia.
A partir de allí, la FIRA se consolida como una asociación europea y Marruecos abandona ese continente. De esta forma y también en el 2000, hace su debut en la novel Africa Cup en la que finaliza en 2.ª posición. Sus mejores resultados en el Africa Cup fue cuando se corona campeón en 2003 y 2005. En los años posteriores, tras una serie de abandonos y malos resultados Los Leones del Atlas como son conocidos descienden hasta el "nivel C" de la primera división continental.
Marruecos ha disputado los torneos clasificatorios a la Copa del Mundo de Rugby y hasta ahora no logró clasificar. En dos oportunidades estuvo al borde de la cita mundialista cuando participó en repechajes intercontinentales, el primero fue para Gales 1999 quedando eliminado por Uruguay y el segundo para Francia 2007 por Portugal.

## Palmarés
- Africa Cup (2): 2003, 2005

- CAR Trophy North (1): 2009

- Africa Cup 1C (1): 2016

- North African Tri Nations (2): 2016, 2017

- Africa Cup Silver Cup (1): 2017

- FIRA Nations Cup - División 2 (3): 1969-70, 1978-79, 1981-82

- Juegos Mediterráneos Medalla de bronce (2): 1979, 1983,

## Participación en copas
| - Nueva Zelanda 1987: No invitado - Inglaterra 1991: No clasificó - Sudáfrica 1995: No clasificó - Gales 1999: No clasificó - Australia 2003: No clasificó - Francia 2007: No clasificó - Nueva Zelanda 2011: No clasificó - Inglaterra 2015: No clasificó - Japón 2019: No clasificó - ENC 2000: 3.º puesto - Split 1979: 3.º puesto - Casablanca 1983: 3.º puesto - Languedoc-Rosellón 1993: 5.º puesto (último) - CAR Trophy 2009: Campeón - North African Tri Nations 2016: Campeón invicto - North African Tri Nations 2017: Campeón invicto | - CAR 2000: 2.º puesto - CAR 2001: 2.º puesto - CAR 2002: 2.º en el grupo - CAR 2003: Campeón - CAR 2004: 2.º puesto - CAR 2005: Campeón - Africa Cup 2006: Semifinalista - Africa Cup 2007: 2.º en el grupo - Africa Cup 2008-09: 2.º en el grupo - Africa Cup 2010: torneo no finalizado - Africa Cup 1A 2011: abandonó - Africa Cup 1B 2012: 4.º puesto (último) - Africa Cup 1C 2013: 2.º puesto - Africa Cup 1C 2014: abandonó - Africa Cup 1C 2015: abandonó - Africa Cup 1C 2016: Campeón invicto - Rugby Africa Silver Cup 2017: Campeón invicto - Rugby Africa Gold Cup 2018: 6.º puesto (último) - Rugby Africa Cup 2021-22: No participó - Rugby Africa Cup 2024: No participó - Rugby Africa Cup 2025: 6° puesto |

## Victorias destacadas
- Se consideran solo victorias ante naciones del Tier 1 ( participantes del Seis Naciones y del Rugby Championship).

| 21 de febrero de 1971 | Italia | 6 - 8 | Marruecos |  |  |

| 6 de marzo de 1977 | Marruecos | 10 - 9 | Italia |  |  |